# Cyperus beyrichii
Cyperus beyrichii là một loài thực vật có hoa trong họ Cói. Loài này được (Schrad. ex Nees) Steud. mô tả khoa học đầu tiên năm 1854.